# スプリングフィールドM1869
スプリングフィールドM1869（英:Springfield Model 1869）はアースキン・オーリンが設計した数種類の「トラップドア・スプリングフィールド」後装式ライフル銃の一つである。

## 概要
トラップドア・スプリングフィールドは、前装式スプリングフィールドM1863を、比較的低コストで後装式に改造したものである。M1869カデット・ライフルは、スプリングフィールドM1868の短銃身バージョンであり、M1868の32.5インチに対し、銃身長29.5インチ、全長は48.8インチに短縮された。レシーバー、ブリーチ・ブロックはM1868と同一であるが、銃床はM1869専用に設計されたものである。M1869の台尻プレートは薄く、また前床もM1869より細かった。

## 参考資料
1. ↑  The 45-70 Springfield Book II 1865-1893